# Mille Miglia

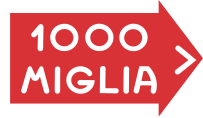

Mille Miglia a fost o cursă de automobile care a avut loc în Italia, cu întreruperi datorate războiului, între 1927 și 1957.